# Никулкино (Московская область)
Никулкино — деревня в Рузском районе Московской области, входящая в состав сельского поселения Старорузское. На 2006 год постоянного населения не зафиксировано. До 2006 года Никулкино входило в состав Комлевского сельского округа.
Деревня расположена в западной части района, примерно в 7 км к северо-западу от Рузы, по левому берегу (у устья) безымянного притока реки Пальна, высота центра деревни над уровнем моря 185 м. Ближайшие населённые пункты — Захнево в 1 км на юго-восток, Воскресенское в 2,8 км на юго-запад и Комлево — в 2 км на северо-восток.